# (1500) Jyväskylä
(1500) Jyväskylä – planetoida z pasa głównego asteroid okrążająca Słońce w ciągu 3 lat i 131 dni w średniej odległości 2,24 au. Została odkryta 16 października 1938 roku w obserwatorium w Turku przez Yrjö Väisälä. Nazwa planetoidy pochodzi od Jyväskylä, miasta w Finlandii. Przed nadaniem nazwy planetoida nosiła oznaczenie tymczasowe (1500) 1938 UH.